# Vytautas-Magnus-Universität

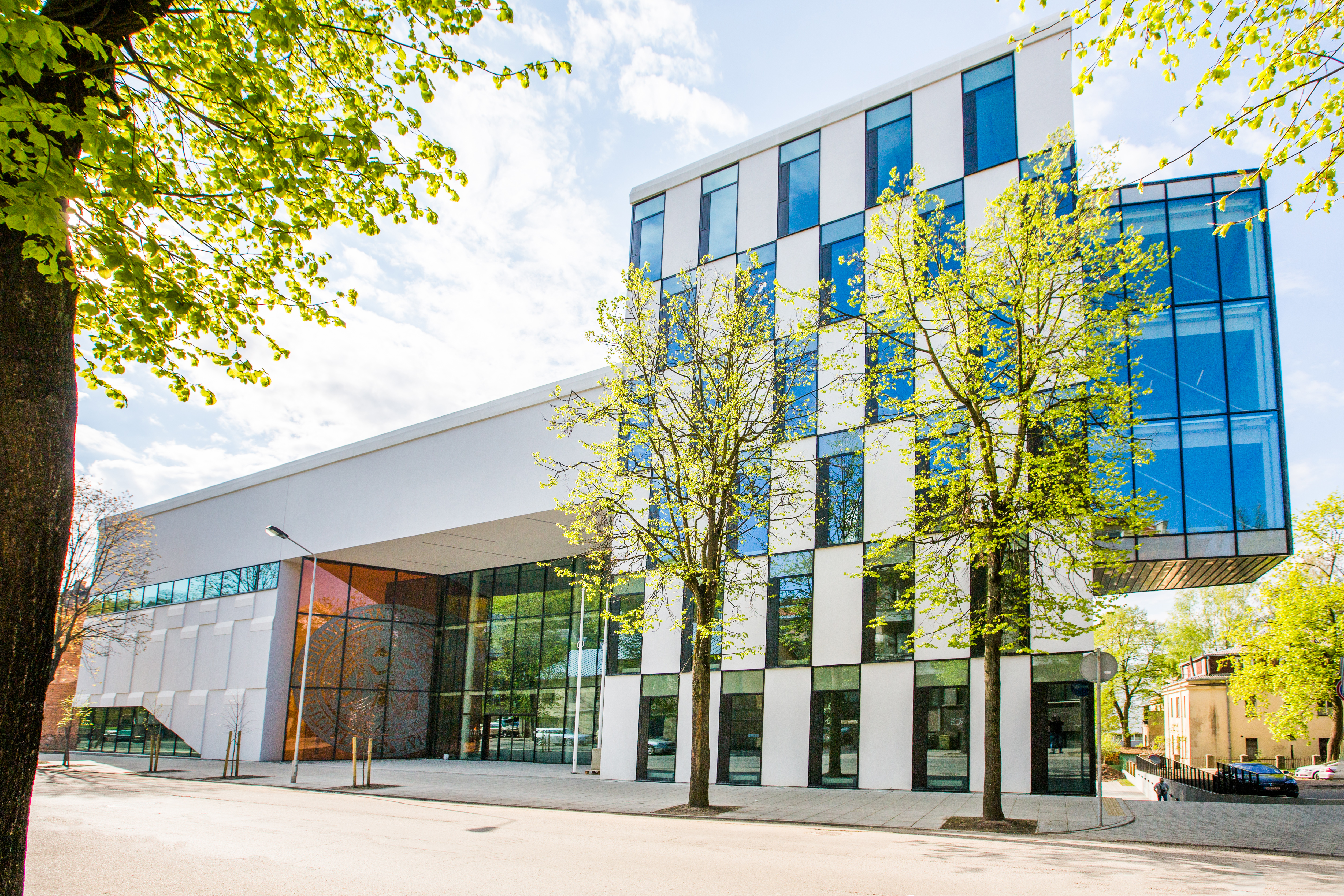
Gebäude

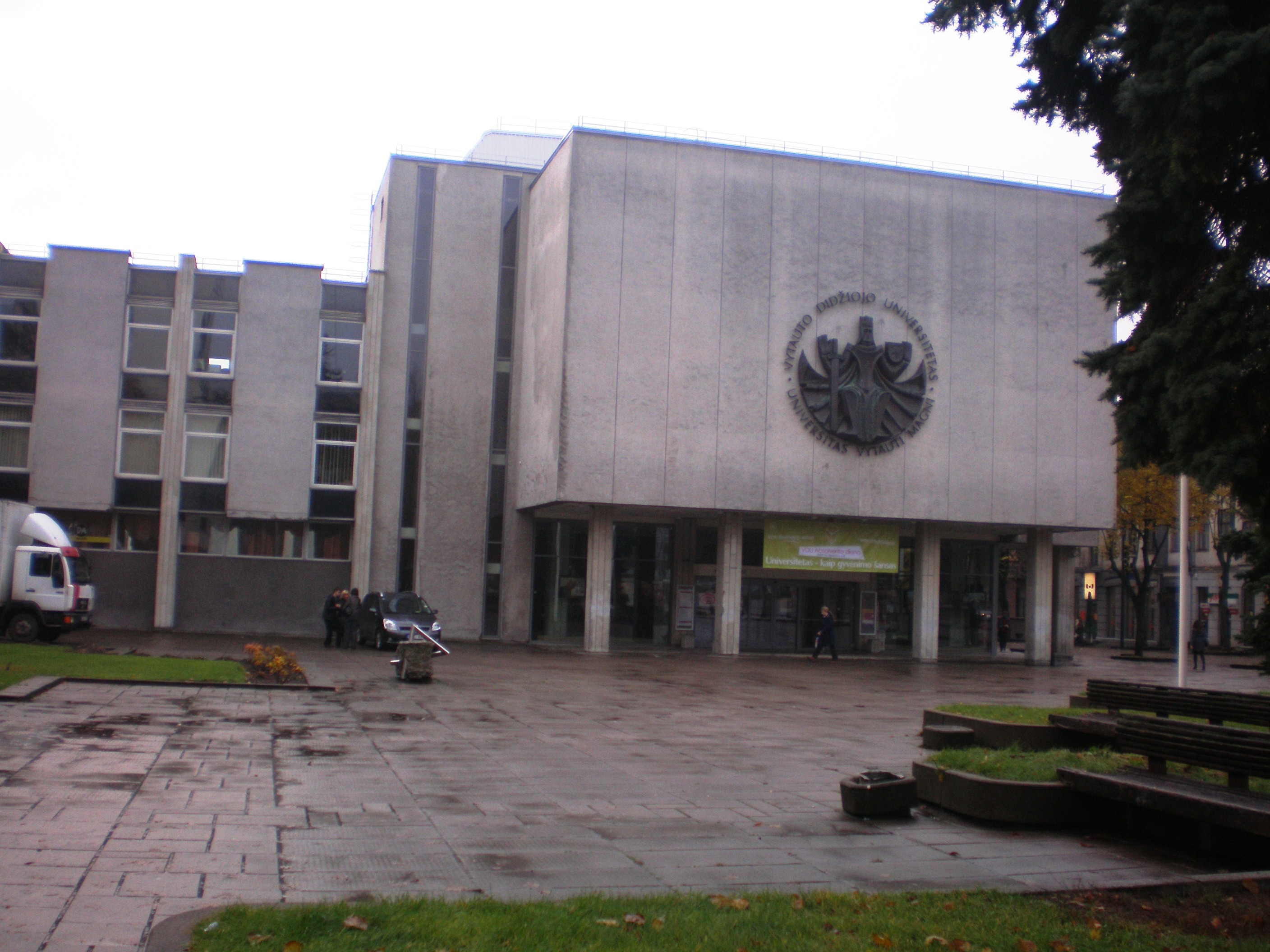
Eingang zum Saal

Die Vytautas-Magnus-Universität (wörtlich: Vytautas-der-Große-Universität aus dem litauischen: Vytauto Didžiojo universitetas; lateinisch Universitas Vytauti Magni; englisch Vytautas Magnus university; VMU) ist eine Universität in Kaunas, Litauen.

## Geschichte
Die VDU wurde 1922 als „Universität Litauens“ (Lietuvos universitetas) gegründet, nachdem Vilnius von polnischen Truppen besetzt worden war und Kaunas nunmehr die Hauptstadt Litauens war. Zu diesem Zeitpunkt verfügte Litauen de facto über keine Universität.
1930 wurde der Universität der Name des Großfürsten „Vytautas der Große“ verliehen. Nach dem Anschluss Litauens an die Sowjetunion wurde Vilnius wieder zum akademischen Zentrum und die „bürgerliche“ VDU wurde nach und nach zerschlagen. 1950 entstanden aus den Resten das Institut für Polytechnik Kaunas und die Medizinakademie Kaunas.
Die VDU wurde 1989 neu gegründet. Aus dem Institut für Polytechnik und der Medizinischen Akademie entstanden nach der Wiedererlangung der staatlichen Unabhängigkeit eigenständige Universitäten: die Technische Universität Kaunas (KTU) und die Medizinische Universität Kaunas (KMU).
Seit Januar 2019 gibt es die Abteilungen Landwirtschaftsakademie in Kaunas und Bildungsakademie in Vilnius (zwei ehemalige Universitäten).

## Bibliothek
- Vytautas-Magnus-Universitätsbibliothek

## Ehrendoktoren
- Vaira Vīķe-Freiberga (* 1937), lettische Präsidentin
- Antanas Smetona (1874–1944), litauischer Präsident
- Kazys Grinius (1866–1950), litauischer Präsident
- Vytautas Landsbergis (* 1932), litauischer Präsident
- Valdas Adamkus (* 1926), litauischer Präsident
- Stasys Lozoraitis, litauischer Diplomat
- Birutė Galdikas (* 1946), litauische Anthropologin
- Marija Gimbutienė (1921–1994), litauische Anthropologin
- Winfried Drochner (* 1943), deutscher Hochschullehrer für Tierernährung